# Impasse Rolleboise
L'impasse Rolleboise est une voie située dans le quartier de Charonne du 20e arrondissement de Paris.

## Situation et accès
L'impasse Rolleboise est desservie à proximité par la ligne 9 à la station Buzenval.

## Origine du nom
Cette voie doit son nom au village de Rolleboise d'où était originaire un propriétaire du lieu.

## Historique
Cette impasse porte sa dénomination actuelle depuis 1856 et est classée dans la voirie parisienne par un arrêté municipal du 30 décembre 1993.

## Bâtiments remarquables et lieux de mémoire

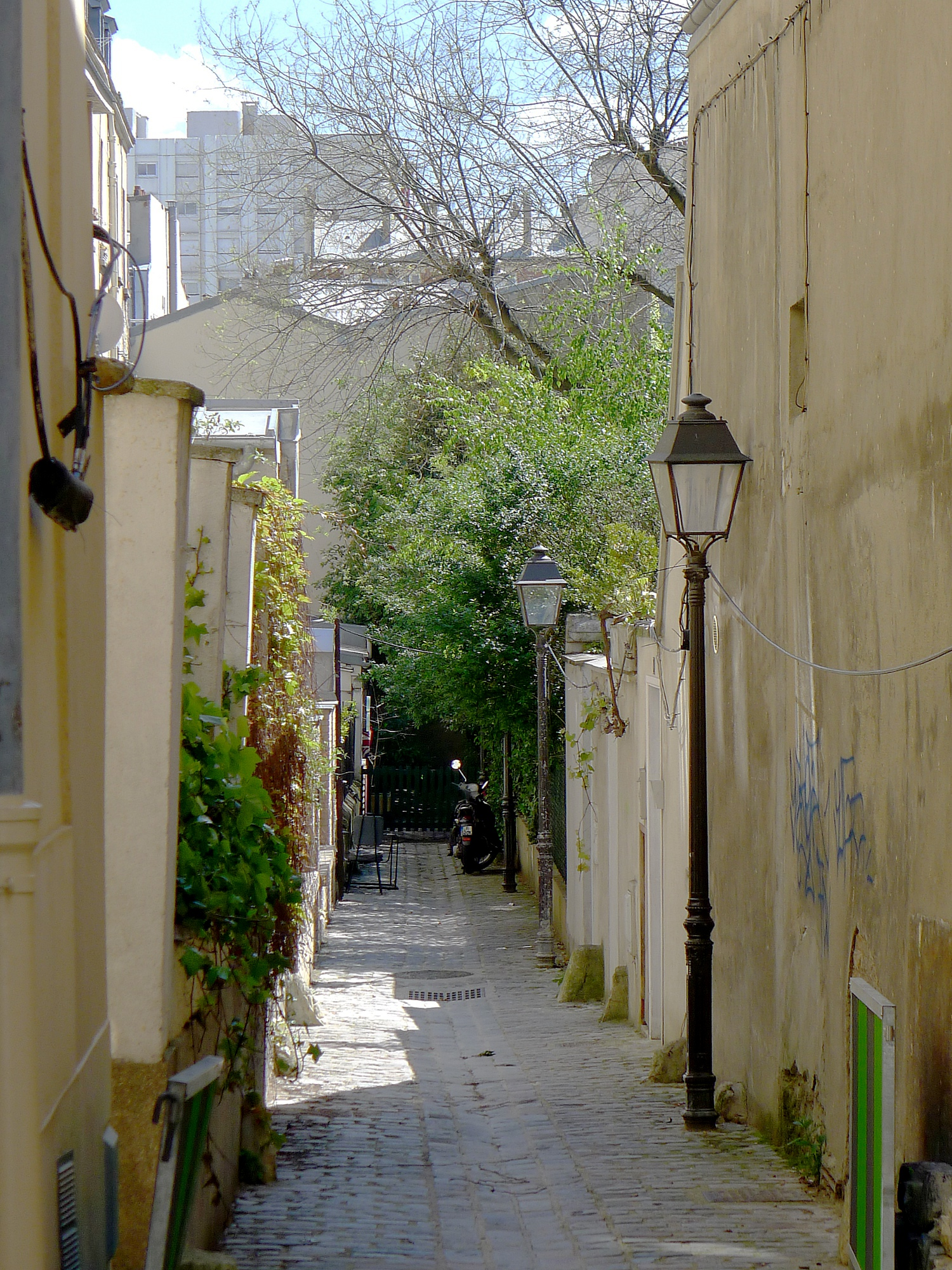
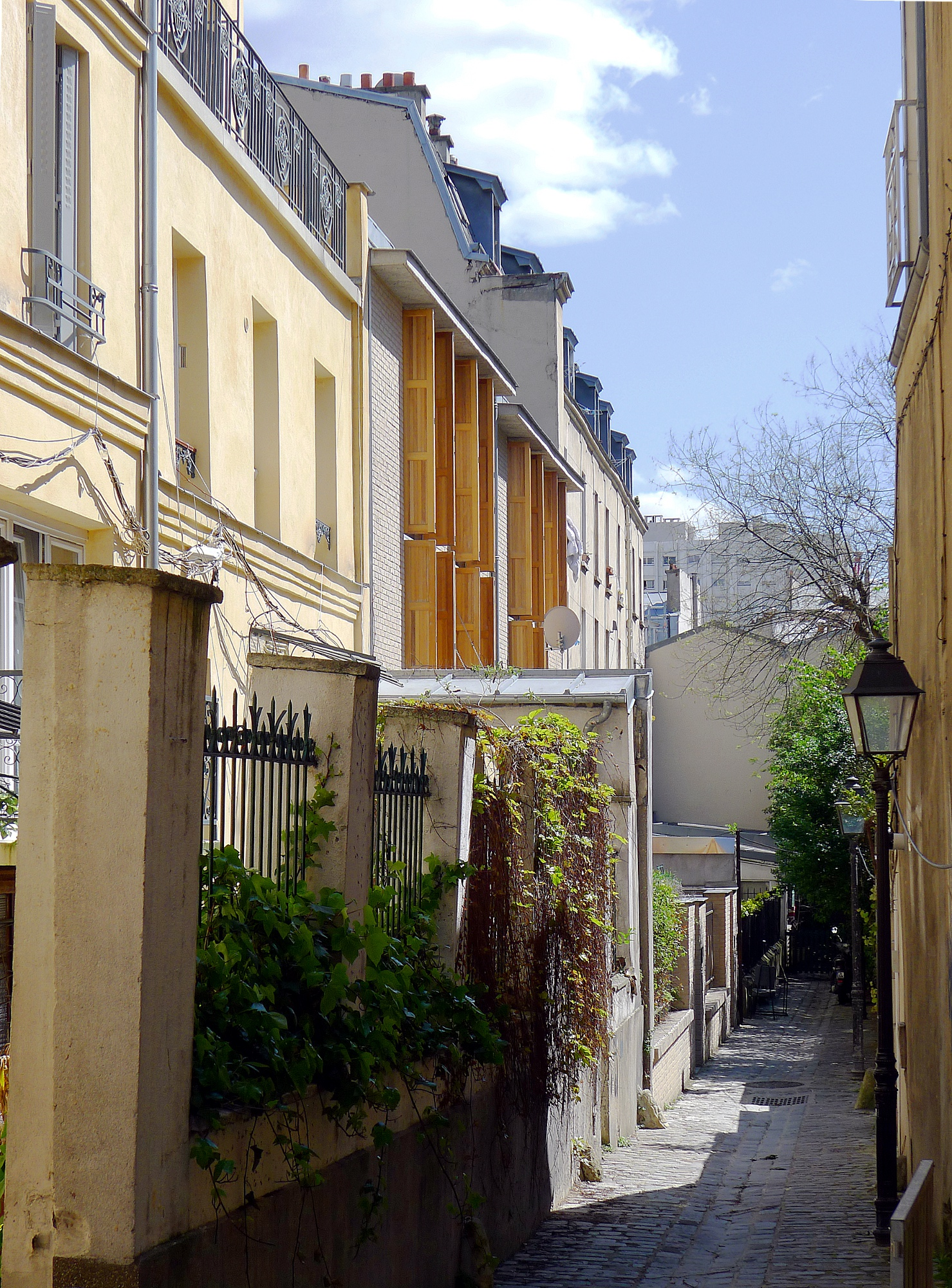